# Баслово
Баслово (рос. Баслово) — присілок в Хвойнинському районі Новгородської області Російської Федерації.
Населення становить 23 особи. Входить до складу муніципального утворення Звягинське сільське поселення.

## Історія
Від 2005 року входить до складу муніципального утворення Звягинське сільське поселення

## Населення
| 2009 | 2010 |
| ---- | ---- |
| 25   | ↘23  |